# П'ядики (аеродром)
Аеродрóм «П'ядики» — спортивний аеродром, розташований в Івано-Франківській області в с. П'ядики Коломийського району. Аеродром призначений для базування та виконання польотів цивільної авіації загального призначення.

## Історія
На аеродромі здійснювали посадку «кукурузники» Ан-2 поштового зв'язку, зокрема, за маршрутом «Івано-Франківськ ― Коломия ― Косів».
Літаки літали раз чи двічі на день. Пасажирські квитки можна було придбати в «Авіакасах» в Коломиї або на місці. Вартість квитка була суттєво вищою за залізничне сполучення, тому великого ажіотажу на авіасполучення не було.
На аеродромі був невеликий аеровокзал. Зали очікування та квиткових кас у ньому не було. Єдиною кімнатою було приміщення радіозв'язку із аеропортом Івано-Франківська. Тут працював один черговий, який відповідав за усі питання, в тому числі за продаж квитків (що було актуальним у вихідні дні, коли авіакаси у місті Коломия не працювали). Потенційно звідси, з пересадкою в Івано-Франківську, можна було дістатися будь-якого аеропорту СРСР.

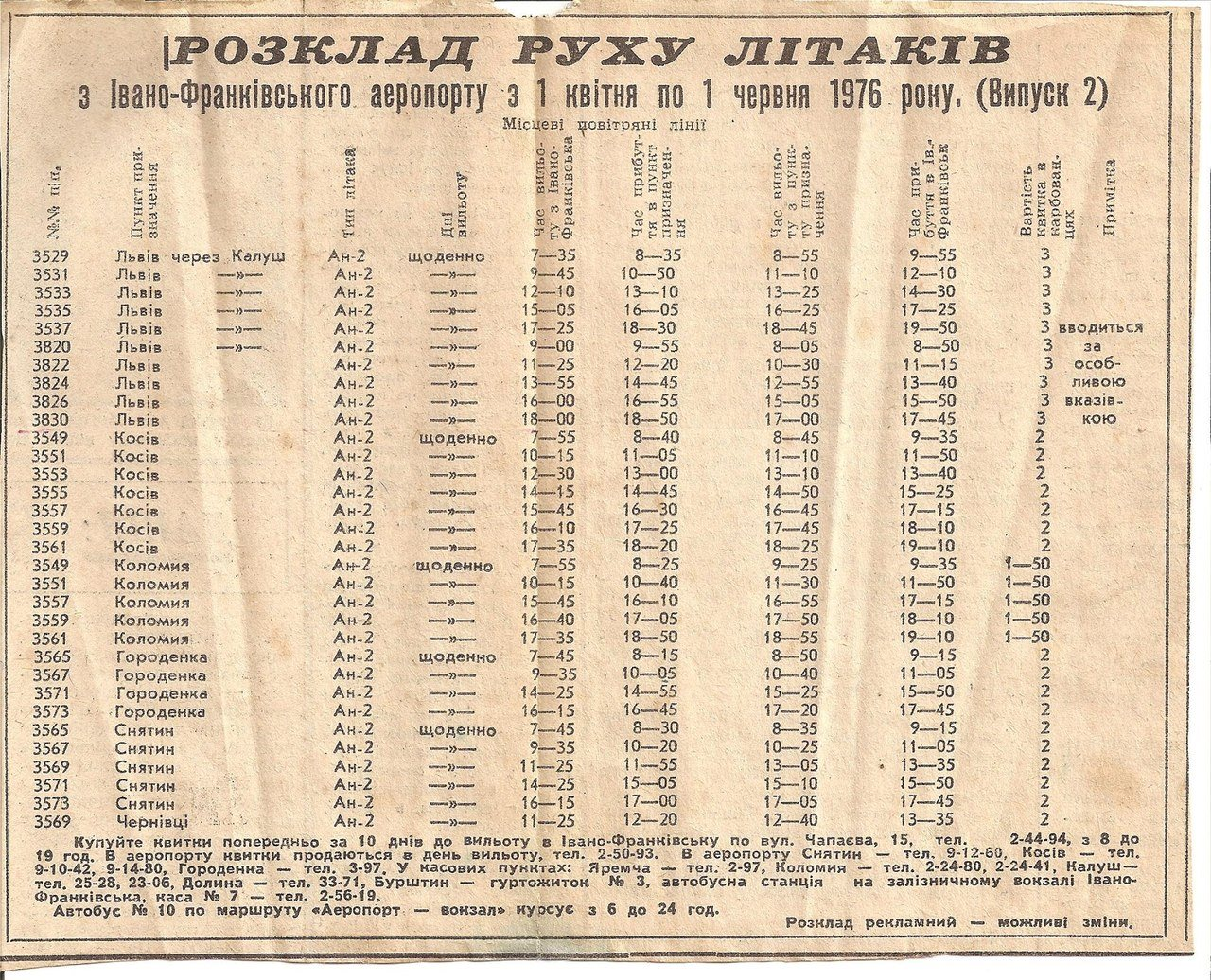
Розклад польотів Ан-2

### Відновлення
З 2010, закинутий на той час аеродром, було відновлено силами Ігора Табанюка. На базі аеродрому було створено ГО «Авіаклуб «Авіаколо» (контамінація від "Авіаційна Коломия") і щорічно проводився однойменний фестиваль авіації.

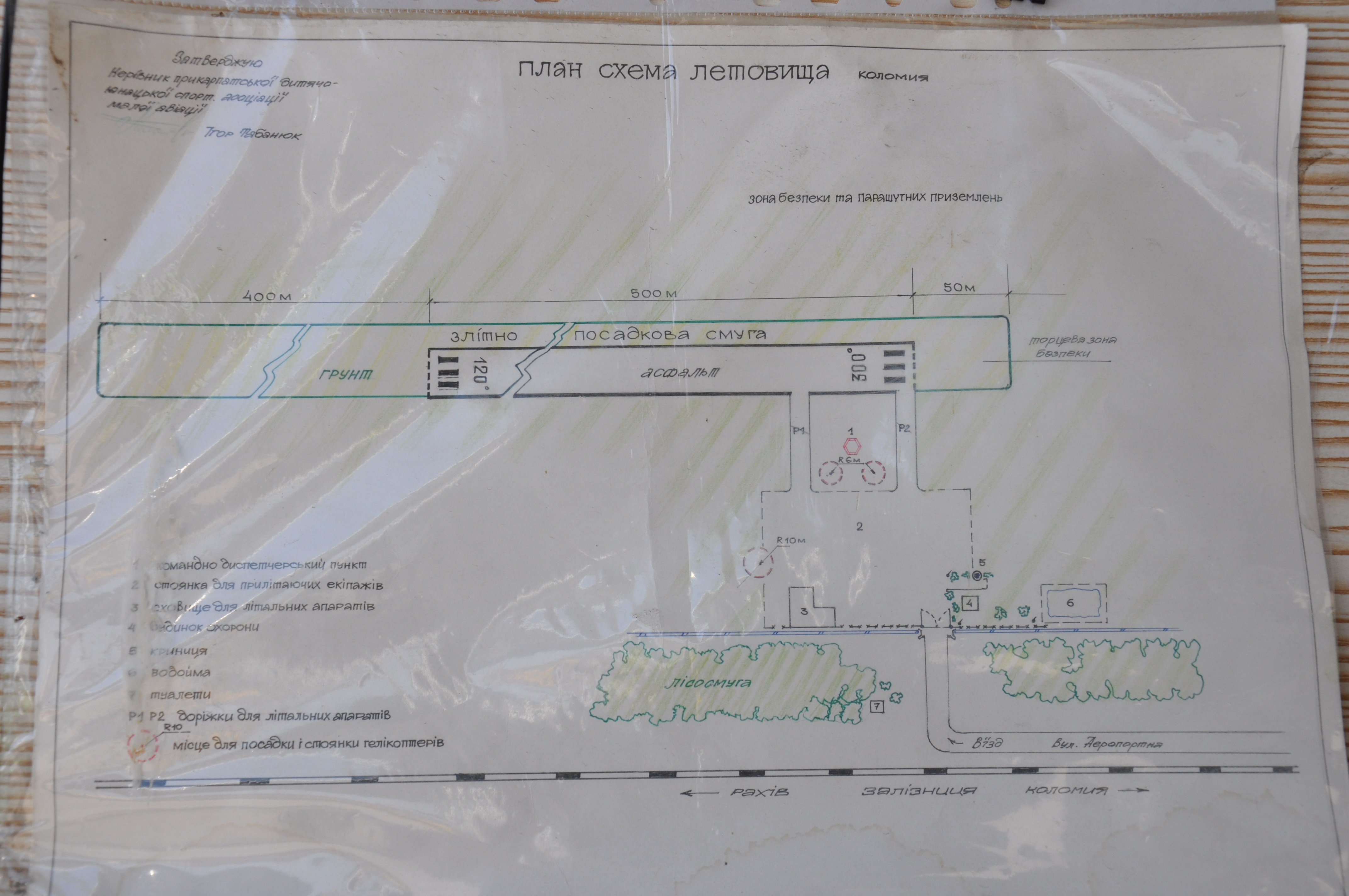
Схема аеродрому

9 липня 2011 тут відбулося авіаційне свято з участю місцевих жителів. Показовий вищий пілотаж на Як-55 виконала Ірина Адабаш, багаторазова чемпіонка світу з літакового спорту.

Експлуатантом аеродрому є ГО «Прикарпатська дитячо-юнацька спортивна асоціація малої авіації».

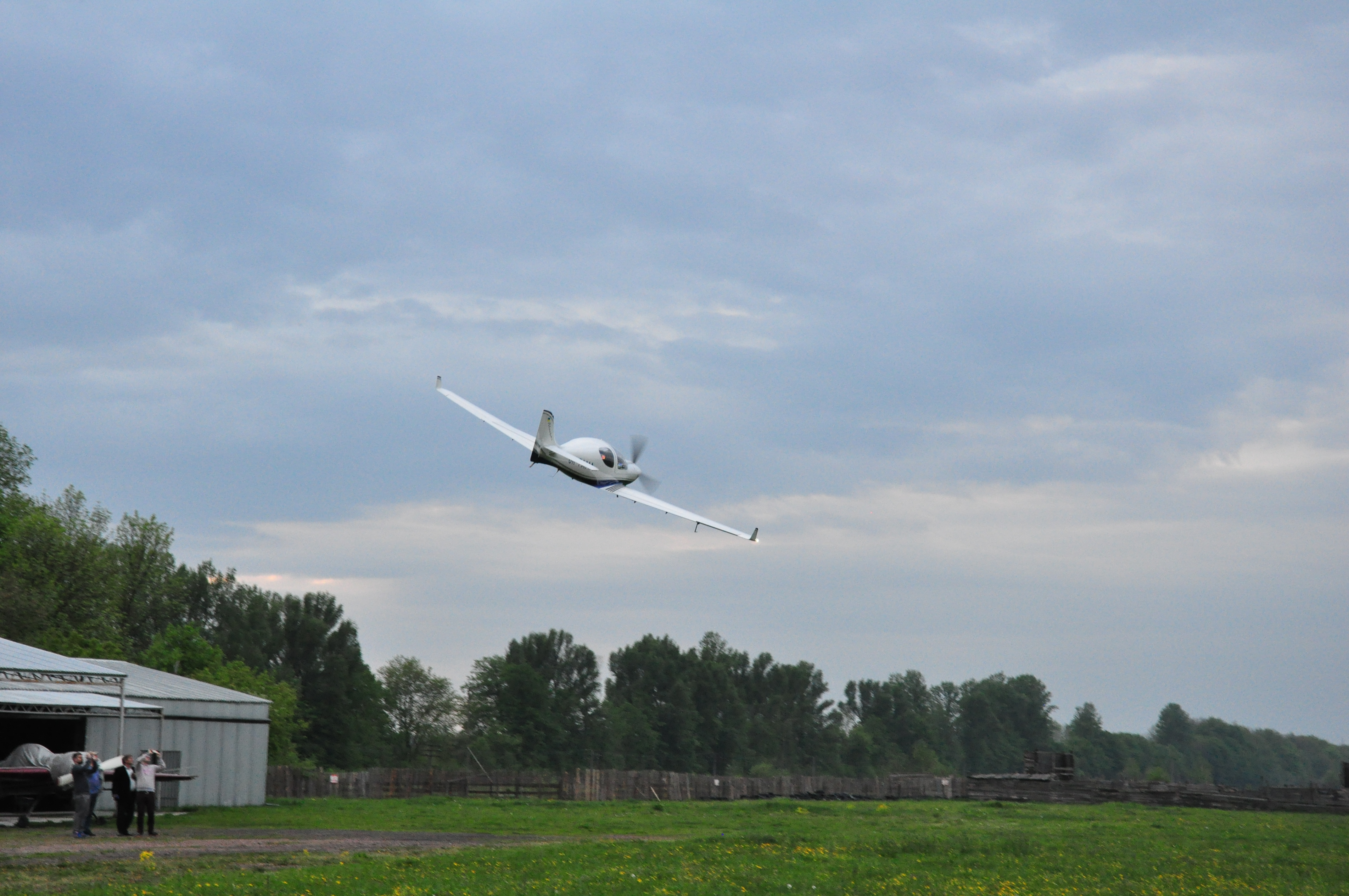
Низький прохід Advantic WT10

17 вересня 2013, під час тренувального польоту загинули Олег Сухоруков та Денис Табанюк, син Ігора Табанюка.
У травні 2021, в інтерв'ю для Цензор.нет, Ігор Табанюк повідомив про зазіхання на земельну ділянку аеродрому.
5-7 квітня 2019, Ігор Табанюк разом з Дмитром Комаровим здійснили рекордний політ навколо України по замкнутому маршуруту протяжністю 3063 км. Початок і завершення маршруту було на аеродромі «П'ядики». Рекорд був зафіксований представниками Національного реєстру рекордів України.
10-11 липня 2021, було проведено ХІ фестиваль «Авіаколо».
28 липня 2021, в авіакатастрофі загинув Ігор Табанюк разом з трьома пасажирами.
14 вересня 2021, на базі аеродрому було створено КП «Міжнародний аеропорт Коломия» (директор: Володимир Шелембин).
Станом на 2022, аеродром припинив діяльність, зокрема через початок повномасштабного вторгнення Росії в Україну, а частину території аеродрому було розорано для сільськогосподарських потреб КП «Роздрібно торгово-закупівельна база громадського харчування» (директор: Володимир Шелембин).
У липні 2023, на території аеродрому встановлено меморіальну дошку загиблим Ігорю та Денису Табанюкам та Олегу Сухорукову.

## Оснащення
Згідно реєстру ДАСУ є злітно-посадковим майданчиком (ЗПМ) з допуском ПС з масою до 5700 кг. Сертифікат на ЗПМ був дійсний до 29.03.2019 р.
З 2013, встановлено автоматичну метеостанцію Oregon Scientific LW301.

## Дивіться також
- Косівський аеродром

#### Відео
- Інтерв'ю з Ігорем Табанюком
- Звернення Табанюк Коломия. «Летовище».
- Авіаколо-2018